# Exit non-stop
Exit non-stop er en afgangsfilm fra Den Danske Filmskoles animationsinstruktør-uddannelse fra 1998 instrueret af Lars Brok.

## Handling
En mand mister sin kvinde ved et biluheld. Opfyldt af sorg foretager han en indre rejse: i ridderskikkelse drager han gennem et pesthærget middelalder-Europa på jagt efter Døden selv.

## Medvirkende
- Mogens Holm, Manden
- Nina Rosenmeier, Kvinden
- Deni Jordan, Ridderen
- Anna Brok, Speak